# ۲-برموپروپان
۲-برموپروپان (به انگلیسی: 2-Bromopropane) یک ترکیب شیمیایی است. شکل ظاهری این ترکیب، مایع بی‌رنگ است.